# Port lotniczy Bielce-Miasto
Port lotniczy Bielce-Miasto (rum. Aeroportul Bălți-Oraș, ros. Аэропорт Бельцы-Город), kod ICAO: LUBA), - był drugim co do wielkości portem lotniczym w Mołdawii i jednym z dwóch głównych cywilnych portów lotniczych w Bielcach (drugim jest Międzynarodowy Port lotniczy Bielce-Leadoveni położony na przedmieściach Bielce w Corlăteni).
Utworzone po II wojnie światowej w celu zastąpienia głównego lotniska wojskowego Mołdawii w Bielce (znajdującego się na przedmieściach Bielce w Singureni), cywilne lotnisko Bielce-Miasto było drugim najbardziej ruchliwym portem lotniczym w Mołdawii dla krajowego mołdawskiego i radzieckiego ruchu lotniczego do późnych lat 80., kiedy to zaczął funkcjonować drugi port lotniczy w Bielce, Międzynarodowy Port Lotniczy Bielce-Leadoveni.
W 2010 r. lotnisko Bielce-Miasto zaprzestało działalności lotniczej i żeglugi powietrznej w związku z przekazaniem wszystkich nieruchomości i gruntów lotniska Wolnej Strefie Ekonomicznej Bielc pod warunkiem, że Wolna Strefa Ekonomiczna Bielc wybuduje nieruchomości w Międzynarodowym Porcie Lotniczym Bielce-Leadoveni w celu zastąpienia obiektów otrzymanych od lotniska Bielce-Miasto.
Port lotniczy Bielce-Miasto położony jest we wschodniej części miasta Bielce, naprzeciwko przedmieścia Bielc, wsi Elizaveta, która jest częścią gminy Bielce, w odległości 3,2 km od centrum miasta Bielce. Lotnisko składa się z terminalu pasażerskiego, który służył jako terminal lotniczy dla mołdawskich lotów krajowych, a także hangarów dla samolotów i ładunków oraz centrum kontroli. W 1977 roku liczba lotów krajowych z Kiszyniówa do Bielce przekroczyła 7-krotnie liczbę lotów do każdego innego mołdawskiego lokalnego miejsca przeznaczenia. W okresie swojego istnienia lotnisko obsługiwało około 30 kierunków: zarówno lokalnych wewnętrznych, jak i do sąsiednich republik radzieckich (ZSRR, RSFSR).
W czasach sowieckich lotnisko w Bielce było węzłem komunikacyjnym dla samolotów Aerofłotu należących do Zjednoczonej Grupy Lotniczej Bielce (281. grupa lotnicza podlegająca mołdawskiemu Zarządowi Lotnictwa Cywilnego), mających połączenia lotnicze na lotnisku w Kiszyniowie i na lotnisku w Benderach, a także dla samolotów i śmigłowców firmy Moldaeroservice.

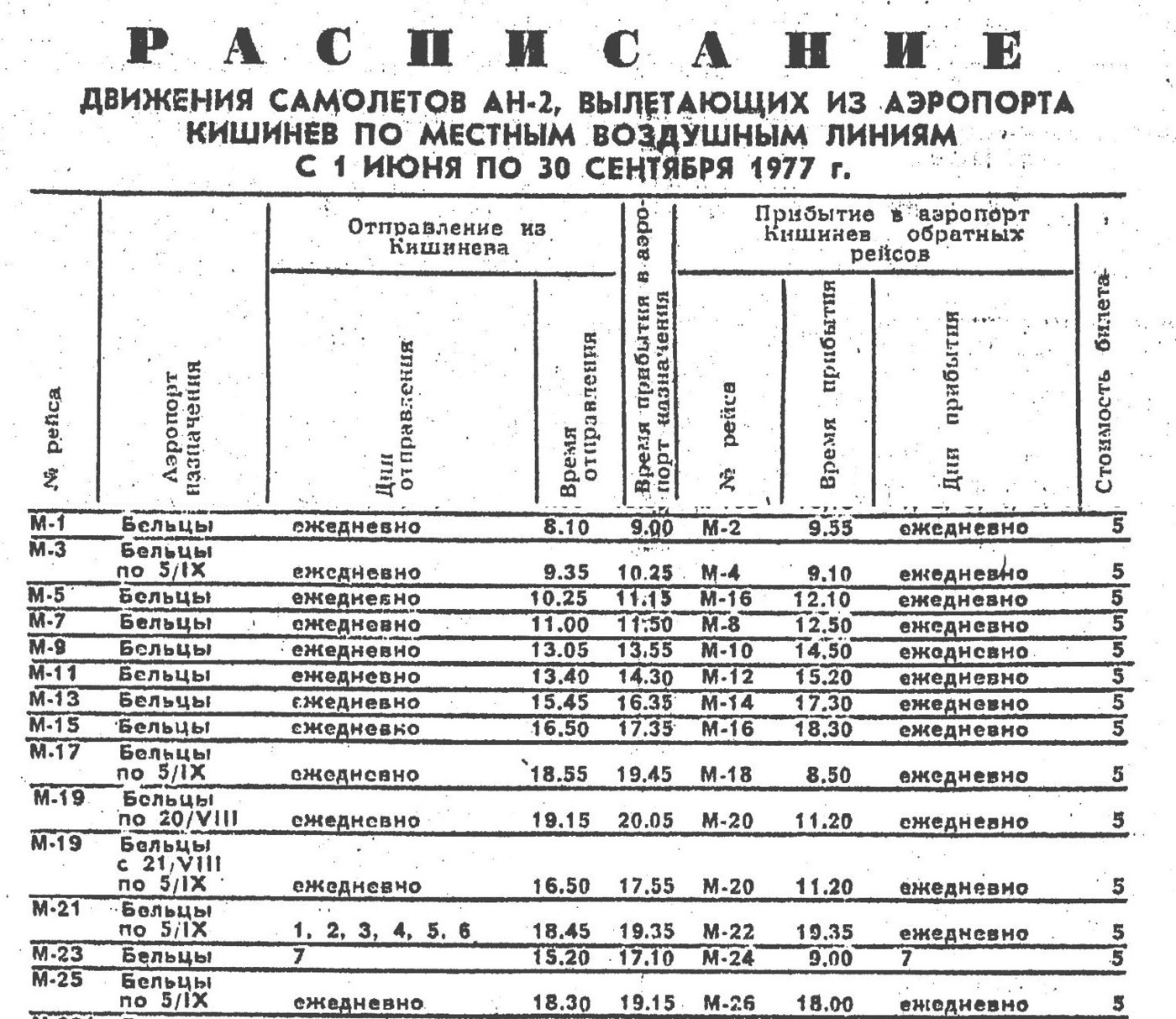
Regularne loty z Kiszyniowa do Balti, 1977 r. Liczba lotów do Balti z Kiszyniowa jest 7 razy większa niż liczba lotów do pozostałych najpopularniejszych miejsc w kraju.